# Ashperton
Ashperton is een civil parish in het Engelse graafschap Herefordshire.